# Barry John
Barry John (* 6. Januar 1945 in Cefneithin; † 4. Februar 2024 in Cardiff) war ein walisischer Rugby-Union-Spieler. Er gilt als einer der besten Spieler auf der Position des Verbinders in der Geschichte des Sports und erhielt daher den Spitznamen „The King“. John spielte für die Vereine Llanelli RFC und Cardiff RFC und war für die walisische Nationalmannschaft sowie die British and Irish Lions aktiv. Er war für seine Gewandtheit, seinen Spielwitz und sein ausgeprägtes Kickspiel bekannt und bildete zusammen mit Gareth Edwards ein spielstarkes Duett für Wales.
John begann seine Karriere in Llanelli, wechselte aber bald darauf nach Cardiff, wo er dann auch im Verein zusammen mit Edwards spielte. 1966 gab er sein Debüt für Wales gegen Australien. Zu dieser Zeit verlor die walisische Nationalmannschaft viele ihrer Partien. Trotz dieser relativen Erfolglosigkeit wurde John für die Lions-Tour 1968 nach Südafrika nominiert. Schon früh verletzte er sich jedoch schwer, so dass er für den Rest der anvisierten Spiele ausfiel.
Im Jahr 1969 brach eine neue Ära im walisischen Rugby an, in der es dem Team gelang, eine dominierende Rolle im Weltrugby zu übernehmen. Der erste Schritt dazu war der Gewinn des Five-Nations-Turniers. Es folgten erfolgreiche Touren in die Südhemisphäre, zu deren Ausgang Barry John zu Beginn der 1970er Jahre einen erheblichen Anteil hatte. 1971 wurde er erneut für die Lions nominiert und sorgte für die bislang einzige siegreiche Tour einer britischen Auswahl in Neuseeland. In dieser Zeit erhielt er auch seinen Beinamen „The King“; er war mittlerweile zu einem Fernsehstar aufgestiegen und galt als das größte Talent im Rugby.
Nur ein Jahr später gab Barry John mit nur 27 Jahren jedoch überraschend sein Karriereende bekannt und schockierte damit die walisische Öffentlichkeit. Die Begründung für die abrupte Beendigung seiner Laufbahn war der Rummel um seine Person, dem er nicht standhalten konnte. Letztlich entscheidend für seinen Rücktritt war der Moment, als ein junges Mädchen einen Knicks vor ihm machte und sich verbeugte, in Anspielung auf seinen Spitznamen. In einer Pressekonferenz äußerte er sich mit folgenden Worten dazu:
„Everyone thought it was wonderful. But if I needed something to show me it had all gone way over the top, that was it.“
(„Jeder dachte, es wäre alles wunderbar. Aber wenn ich etwas gebraucht habe, um mir zu zeigen, dass das alles zu weit ging, dies war es.“)
Mit dem Ende seiner Karriere zog er sich auch komplett aus der Öffentlichkeit zurück.
Er wurde 1997 in die International Rugby Hall of Fame aufgenommen.